# Frankrijk op het Eurovisiesongfestival 2002
Frankrijk deed in 2002 voor de vijfenveertigste keer mee aan het Eurovisiesongfestival. In de Estse stad Tallinn werd het land op 25 mei vertegenwoordigd door Sandrine François met het lied "Il faut du temps". Het lied werd intern geselecteerd door France 3. Frankrijk eindigde met 104 punten op de vijfde plaats.

## In Tallinn
In Estland moest Frankrijk optreden als 17de, net na België en voor Duitsland. Op het einde van de puntentelling werd duidelijk dat Frankrijk de vijfde plaats had behaald met 104 punten. 
Men ontving een keer het maximum aantal de punten. De 12 punten van Frankrijk gingen naar Spanje.
| 12 punten               | 10 punten                                    | 8 punten                                  | 7 punten  | 6 punten    |
| ----------------------- | -------------------------------------------- | ----------------------------------------- | --------- | ----------- |
| - Finland               | - België - Verenigd Koninkrijk - Zwitserland | - Bosnië en Herzegovina - Spanje - Zweden | - Israël  | - Duitsland |
| 5 punten                | 4 punten                                     | 3 punten                                  | 2 punten  | 1 punt      |
| - Denemarken - Litouwen | - Roemenië                                   | - Estland - Griekenland - Slovenië        | - Letland |             |

| 12 punten | Spanje              |
| 10 punten | Israël              |
| 8 punten  | Letland             |
| 7 punten  | Turkije             |
| 6 punten  | Malta               |
| 5 punten  | Slovenië            |
| 4 punten  | Roemenië            |
| 3 punten  | Zwitserland         |
| 2 punten  | België              |
| 1 punt    | Verenigd Koninkrijk |